# Vasili Abáyev
Vaso (Vasili) Ivánovich Abáyev (osetio: Абайты Иваны фырт Васо (Abaity Ivani Fyrt Vaso), en ruso: Василий Иванович Абаев, también transliterado como Abaity y Abáev) (15 de diciembre de 1900-18 de marzo de 2001) fue un lingüista soviético de etnia osetia especializado en la lingüística de los idiomas osetios e iranios. Nació en Kobi, Georgia, Imperio ruso.
Abáyev estudió en el Gymnasium de Tiflis entre 1910 y 1918, graduándose en la Universidad de Leningrado en 1925. Estudió filología iraní bajo la dirección de Friedman, y, del mismo modo que otros jóvenes lingüistas, cayó bajo la influencia del controvertido Nikolái Marr, uniéndose a su Instituto Yafético en 1928. Tras la muerte de Marr, se dedicó a estudios iranios más amplios y a trabajos de campo en Osetia hasta el fin de la Segunda Guerra Mundial. En 1945 volvió a Leningrado donde publicaría su trabajo sobre la Saga de los Nart, un diccionario y gramática de osetio. Stalin condenó las teorías lingüísticas de Marr y el Instituto fue purgado, aunque Abáyev se salvó.
A partir de la década de 1950, Abáyev se hizo internacionalmente famoso como la máxima autoridad en lingüística sármata y escita. Asistido por su amigo, Georges Dumézil, Abáyev demostró las conexiones entre las lenguas escitas y el osetio moderno. También apuntó algunas similitudes impactantes entre la mitología oseta y la celta. Su opera magna, el Diccionario Etimológico del Idioma Osetio, fue publicada en cuatro volúmenes entre 1959 y 1989. Murió a los cien años en San Petersburgo. Varios años más tarde, se le erigió un monumento en Tsjinval.